# Bibliothèque communautaire

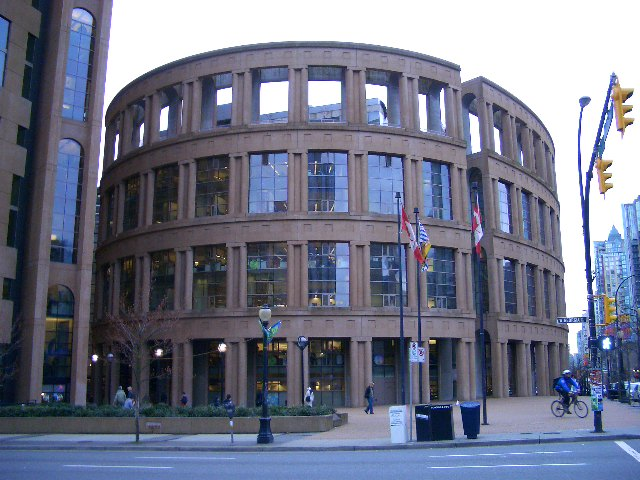
Tiers lieu 2e génération: La bibliothèque municipale de Vancouver (VPL) (Colombie-Britannique, Can.)

La bibliothèque communautaire est un modèle de service de bibliothèque qui se concentre sur l’inclusion sociale, se concentrant sur les communautés considérées exclues.

## Description
Ce modèle de service des bibliothèques est considéré comme étant la seconde génération des bibliothèques dites « tiers lieux » et se concentre sur la création de programme en partenariat avec les organismes communautaires. Les bibliothèques suivant ce modèle se concentrent sur l’aspect humain, dévouant une large portion de leurs ressources et espaces aux activités stimulant l’intégration sociale, l’échange et la collaboration et travaillent activement avec les diverses organisations sociales et communautaires de leurs territoires.
Son principal objectif est l’inclusion des minorités et la prise en compte des besoins informationnels de tous les membres de sa communauté, sans exclusion. Pour ce faire, le modèle encourage l’écoute active des besoins et expériences réels des usagers, la planification d’activités et de programmes en collaboration étroite avec la communauté et la réactivité à la suite des commentaires et suggestions des usagers.
Il existe également une « boîte à outils » créée dans le cadre du projet « Working Together » initié par la bibliothèque publique de Vancouver (Canada) en 2004. Elle a pour objectif d’aider et de guider les bibliothécaires désirant mettre en place des services se concentrant sur les communautés considérées exclues ou en marge de la majorité. Parmi les groupes que le projet vise, on retrouve ceux vivant dans la pauvreté, les personnes âgées, les sans-emplois, les regroupements ethniques et culturels minoritaires, ceux exclus dû à une maladie, une situation à risque et ceux ayant une basse littératie.
Ce modèle de bibliothèque s’imbrique dans la mentalité présentée par David Lankes que les bibliothèques modernes devraient tendre davantage vers l’équité que l’égalité envers ses usagers, autant dans ses services que ses infrastructures et dont les éléments devraient être dictés par les besoins et les spécificités de ses communautés desservies et non par les bibliothécaires.

## Histoire
Bien que la bibliothèque communautaire ait été conceptualisée récemment, elle s’ancre tout de même dans de lointaines pratiques. Ce fut notamment le cas dans les régions rurales écossaises dès le 17e siècle, au moment où l’Église épiscopalienne, déchue de son statut politique, s’est investie dans les communautés, mettant à profit leur littératie. Au 18e siècle, les bibliothèques d’abonnement ainsi que les bibliothèques mobiles sont apparues en Écosse et ont su s’intégrer aux communautés, représentant leurs valeurs et répondant à leurs besoins.

## Particularités
La bibliothèque communautaire est une bibliothèque publique, mais ce ne sont pas toutes les bibliothèques publiques qui sont des bibliothèques communautaires. Le concept de bibliothèque communautaire repose avant tout sur la participation de la communauté,. Il s’agit de la clé de son succès. La bibliothèque communautaire doit donc se retrouver au cœur de la communauté. Pour ce faire, il existe plusieurs stratégies. Il peut être question de direction locale en ce qui a trait aux bibliothèques communautaires rurales. Des mesures telles que des tables rondes, des forums et des sondages permettent également la participation de la communauté,,. Enfin, les partenariats entre les bibliothécaires – ou les responsables de la bibliothèque – et divers acteurs de la communauté sont essentiels,,. Dans les régions rurales, les fermiers et fermières et les écoles publiques constituent des collaborateurs nécessaires au bien-fondé des bibliothèques communautaires. Il est alors question d’interrelations entre les membres de la communauté et ceux de la bibliothèque communautaire.
Il existe une nette corrélation entre la présence de la bibliothèque communautaire et la promotion de la littératie et le développement socio-économique de la communauté en question,. Rappelons qu’un des objectifs principaux de ce type de bibliothèque est d’améliorer les conditions de vie des membres de la communauté. Les bibliothèques communautaires agissent ainsi en tant que levier socio-économiques importants, particulièrement dans les pays en développement. Par exemple, les bibliothèques communautaires d’Islamabad, la capitale du Pakistan, offre plusieurs services, tels que le prêt entre bibliothèques et la connexion Internet. Entre également en compte la responsabilité sociale de la bibliothèque communautaire. Les dispositifs dont se sont dotées les bibliothèques communautaires de la région de Bojanala en Afrique du Sud dans le contexte de la crise du VIH et du sida témoignent de leur engagement au sein de la communauté. Ces bibliothèques œuvraient alors pour la sensibilisation au VIH et au sida, notamment, en rendant facilement accessible les informations et en mettant sur pied des programmes de prévention. Les implications et avantages socio-économiques des bibliothèques communautaires sur leurs membres et leur environnement sont pluriels et propres au profil de la communauté.